# Sucha reka
Sucha reka (bulharsky Суха река) je řeka v severovýchodním Bulharsku a jihovýchodním Rumunsku. Pramení na vyvýšeninách Dolnodunajské nížiny a protéká jimi. Její dolní tok je občasný. Vlévá se do jezera Oltina v Rumunsku. Její celková délka je 125,8 km, z čehož je přes 100 km na bulharském území, což ji řadí na 22. místo mezi tamějšími řekami.

## Průběh toku
Sucha reka pramení ve studánce (v nadmořské výšce 333 m) pod názvem Izvorsko dere v západní části Frangenské plošiny, 1 km jižně od obce Izgrev. Teče na sever v širokém údolí vyhloubeném v barremských, aptských a krasových vápencích. Severně od ústí potoka Karamandere nabývá její údolí charakter rokle se strmými (místy až 100 m) skalnatými břehy. Severně od vesnice Karapelit řeka ztrácí stálý tok a odtud pokračuje jako vyschlé údolí až ke svému ústí. Vlévá se do jihozápadního cípu jezera Oltina, které se nachází na pravém břehu Dunaje v nadmořské výšce 7 m. Bulharsko-rumunskou hranici překračuje 4 km severně od obce Kranovo.
Před 60–70 lety byl průtok řeky stálý a žily v ní ryby. Později odlesňování v jejím povodí vedlo k téměř úplnému vyschnutí jeho středního a dolního toku. V současné době je v korytě řeky stálý průtok pouze v horním toku k vesnici Karapelit, zatímco níže po proudu je průtok pouze občasný, a to jak v důsledku tání sněhu, tak i přívalových dešťů. Po většinu roku je koryto řeky suché a tvoří suché údolí, které pokračuje až k jejímu ústí a které je místy široké až 500 m. Její břehy jsou zčásti strmé a skalnaté, zčásti je tvoří orná půda. Například u obce Novo Botevo měří hydrometrická stanice celoroční průtok, kdežto 35 km níže po proudu u Karapelitu je řeka teče pouze 2–3 měsíce na jaře a u obce Efrejtor Bakalovo, která se nachází dalších 30 km níže, je odtok epizodický – pouze během silného tání sněhu nebo přívalových dešťů.

## Povodí
Plocha povodí Suché řeky je 2 403,9 km², což představuje 0,3 % povodí Dunaje.

## Přítoky
Říční síť je asymetrická, levé přítoky jsou krátké s relativně strmým sklonem, zatímco pravé přítoky jsou dlouhé s dobře tvarovanými říčními údolími. Hlavní přítoky (→ levý přítok, ← pravý přítok):
- ← Marinska reka
- → Karamandere
- ← Dobrička reka

## Vodní režim
Sucha reka je napájena převážně deštěm a sněhem, ale má nestabilní průtok s maximem na jaře, v březnu až červnu, a minimem - v červenci až říjnu. Průměrný roční průtok na horním toku u obce Novo Botevo je 0,69 m³/s. V zimě řeka zamrzá na 10–20 dní.

## Sídla
- Varenská oblast

- Obština Suvorovo – Izgrev
- Obština Aksakovo – Zornica, Botevo

- Dobričská oblast

- Obština Dobrič-selska – Novo Botevo, Odrinci, Dolina, Karapelit

- Silisterská oblast

- Obština Kajnardža – Kranovo

- Rumunsko

- župa Constanța – Lipniţa

## Hospodářský význam
Podél horního a středního toku řeky se její vody využívají k zavlažování a podél samotné řeky bylo vybudováno 6 významnějších malých přehrad – Botevo, Vedrina, Odrinci, Zlatija, Onogur a Brestnica.

## Ostatní
Pod ústím svého pravého přítoku, řeky Dobričky, vtéká Sucha reka do hlubokého kaňonu, do jehož strmých skalnatých břehů byly během středověku uměle vytesány stovky jeskyní, v nichž sídlili poustevníci a křesťanské kláštery. Kromě toho se zde nachází řada přírodních jeskyní, kde hnízdí různé druhy ptáků, a je to jedno z ornitologicky významných míst v Bulharsku.
Do 29. června 1942 nesla název Išikli (Ишикли).
Řeka tvoří hranice mezi obštinami Tervel a Krušari a také hranici mezi oblastmi Dobričskou a Silisterskou.